# NGC 3500
NGC 3500 (również PGC 33277 lub UGC 6090) – galaktyka spiralna (Sab), znajdująca się w gwiazdozbiorze Smoka.
Odkrył ją William Herschel 2 kwietnia 1801 roku. Jak się wiele lat później okazało, obserwacje Herschela z tamtej nocy charakteryzują się dużymi systematycznymi błędami pozycji, dlatego taka identyfikacja obiektu NGC 3500 z katalogu Dreyera nie jest pewna. Baza SIMBAD podaje, że NGC 3500 to zdublowana obserwacja galaktyki NGC 3465.